# Граффин, Грег
Гре́гори Уо́лтер Гра́ффин, больше известный как Грег Граффин (англ. Gregory Walter Graffin; 6 ноября 1964 года, Расин, США) — американский панк-рок музыкант, кандидат биологических наук. Известен как вокалист и автор песен группы Bad Religion. Преподаёт в Калифорнийском Университете (UCLA) естественные науки и эволюционную теорию.

## Биография

### Образование
Он и его коллеги по группе Bad Religion — Бретт Гуревич и Джей Бентли — закончили El Camino Real High School. После школы он учился антропологии и геологии в UCLA. В 1987 году по окончании учёбы получил степень магистра естественных наук. Не желая останавливаться на достигнутом, в 1990 году он получил научную степень Корнеллском Университете. Грег защитил докторскую диссертацию по зоологии на тему «Монизм, атеизм и натуралистическое воззрение: перспективы эволюционной биологии». Работа в большей степени посвящена эволюционной биологии, но в ней есть исследования по истории и философии науки. По этим направлениям Грег работает в Калифорнийском Университете.

### Научная деятельность
Граффин преподаёт в Калифорнийском Университете естественные науки. Его курс лекций включает в себя теорию Дарвина (эволюции), естественный отбор и вымирание.

## Карьера в рамках Bad Religion
Грег Граффин для многих людей прежде всего известен как вокалист и автор песен группы Bad Religion. Он единственный музыкант в группе, который играет в ней с самого начала. В данный момент в ней также играют Бретт Гуревич (известный как Мистер Бретт) и Джей Бентли. Они оба участвовали в основании группы ещё в 1979 году, но в разное время выходили из её состава. Помимо вокала, Грег играет на акустической гитаре, клавишных.
В 1979 году, когда по миру прошла первая волна панк-рока, Грег вместе с несколькими одноклассниками собрал группу Bad Religion в Лос-Анджелесе.

## Музыкальная деятельность вне группы
В 1997 году Грег записал свой первый сольный альбом «American Lesion». Песни с этого альбома выполнены в фолк-ключе, гораздо более мягком, нежели звук Bad Religion. Песни для альбома были написаны в то время, когда Грег переживал развод. Это отразилось на лирике песен.
В 2006 году состоялся релиз второго альбома «Cold As The Clay», выполненного в стилистике кантри.
В конце 2016 года был опубликован электрический кавер на песню «Lincoln's Funeral Train», ставший первым синглом с третьего сольного альбома Граффина «Millport».

## Кино
Песни Грега Граффина и Bad Religion можно услышать в качестве саундтрека в фильмах «Клерки» 1993 года и «Заводной парень» 2001 года.